# Seferihisar

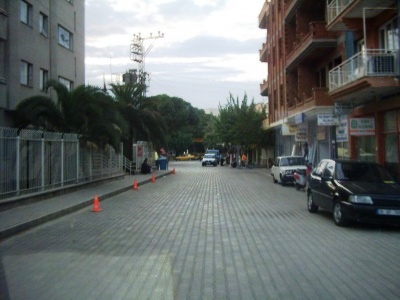
A view of Seferihisar

Seferihisar est une ville et un district de la province d'İzmir dans la région égéenne en Turquie.

## Géographie
Le centre-ville de Seferihisar est situé légèrement à l'intérieur des terres, à 28 m d'altitude. La zone urbaine s'étend jusqu'à la mer et se compose de huit quartiers, assez distants les uns des autres. L'un d'entre eux, le quartier Sığacık, se situe un peu à l'écart ; il dispose de son propre port et s'est fait un nom comme station touristique.